# Anders Aschelinus
Anders Henrici Aschelinus (finnisch auch Anterus Henrikinpoika Aschelinus; gestorben 1703 in Askainen) war ein finnischer lutherischer Geistlicher und Dichter.
Aschelinus stammte aus Turku, besuchte die dortige Kathedralschule, an der er ab 1688 auch lehrte, und immatrikulierte sich 1683 an der Königlichen Akademie. Im Jahre 1703 wurde er zum Kaplan der Kapellgemeinde Lemu ernannt, starb aber noch im selben Jahr.
Er verfasste einige Gedichte, die einen nicht geringen Teil des allerdings sehr überschaubaren Korpus der Barockdichtung in  finnischer Sprache ausmachen. Dazu zählen ein langes Gedicht über die große Hungersnot des Jahres 1697 (Virsi suuresta nälästä) sowie eines über den schwedischen Sieg in der Schlacht bei Narva im Jahre 1700 (Suomen Ilo-ääni ylitzen sen vertamattoman Narvan voiton, gedruckt 1702), ferner einige Lieddichtungen.